# Sloanea langii
Sloanea langii är en tvåhjärtbladig växtart som beskrevs av F. Müll.. Sloanea langii ingår i släktet Sloanea och familjen Elaeocarpaceae. Inga underarter finns listade i Catalogue of Life.